# Filippo Acciaiuoli
Filippo Acciaiuoli (né en 1637 à Rome, alors capitale des États pontificaux, et mort le 8 février 1700) est un compositeur, librettiste, directeur de théâtre, machiniste, danseur, marionnettiste et poète italien. C'est un membre de la famille Acciaiuoli, originaire de Brescia.

## Biographie
Filippo Acciaiuoli passe la majeure partie de jeunesse et le début de sa vie d'adulte à voyager à travers l'Europe, le Moyen-Orient et l'Afrique du Nord. La vingtaine passée, il retourne à Rome et entreprend des études de mathématiques dans un séminaire et s'intéresse finalement au théâtre. Il est particulièrement connu pour son talent de librettiste d'opéras notamment dans le Il Girello de Jacopo Melani, créé à Rome en 1668, ainsi que pour avoir créé des machines sophistiquées utilisées dans les pièces de théâtre de l'époque. Il est également l'auteur de l'opéra Chi è cagion del suo mal pianga se stesso créé à Rome en 1682.
Il est successivement directeur du Teatro Tordinona puis du Teatro Capranica. Proche des Médicis, il est membre de l'Academia degli Immobili quand Ferdinando Tacca fonde son Teatro della Pergola.
En 1689, le Grand Duc de Toscane Ferdinand II de Médicis l'emploie pour créer des machines de spectacle dans l'opéra Greco in Troia et fera appel à lui à plusieurs reprises par la suite.

## Œuvres

### Livret d'opéras
- Il Girello, opéra burlesque de Jacopo Melani (Rome, 1668)
- L'empio punito (it), drame musical de Alessandro Melani (Rome, 1669). Ce livret est basé sur les personnages de Giovanni Tenorio et sur le Don Giovanni de Mozart.
- Damira placata, livret d'opéra écrit en collaboration avec Aurelio Aureli du compositeur Marc'Antonio Ziani (Venise, 1680)

## Source de traduction
- (en) Cet article est partiellement ou en totalité issu de l’article de Wikipédia en anglais intitulé « Filippo Acciaiuoli » (voir la liste des auteurs).